# Benjamin Giraud
Benjamin Giraud (Marseille, 23 januari 1986) is een Frans voormalig wielrenner. Hij was beroepsrenner tussen 2009 en 2017. Giraud was een sprinter. 

## Overwinningen
2011
3e etappe Circuit des Ardennes
2013
6e etappe Ronde van Taiwan
10e etappe Ronde van het Qinghaimeer
2e en 5e etappe Ronde van China I
2014
2e etappe Ronde van Taiwan
2015
3e etappe Circuit des Ardennes (ploegentijdrit)
5e etappe Ronde van Hainan

## Resultaten in voornaamste wedstrijden
|      | \| Jaar \| Parijs-Roubaix \| Parijs-Tours \| \| ---- \| -------------- \| ------------ \| \| 2012 \| \| 92e \| \| 2013 \| \| 146e \| \| 2014 \| \| 61e \| \| 2015 \| \| \| \| 2016 \| opgave \| \| \| 2017 \| opgave \| \| |              |
| Jaar | Parijs-Roubaix | Parijs-Tours |
| 2012 | | 92e          |
| 2013 | | 146e         |
| 2014 | | 61e          |
| 2015 | |              |
| 2016 | opgave |              |
| 2017 | opgave |              |

## Ploegen
- 2009 –  Cofidis, le Crédit en Ligne (stagiair vanaf 1-8)
- 2011 –  La Pomme Marseille
- 2012 –  La Pomme Marseille
- 2013 –  La Pomme Marseille
- 2014 –  Team La Pomme Marseille 13
- 2015 –  Team Marseille 13 KTM
- 2016 –  Delko Marseille Provence KTM
- 2017 –  Delko Marseille Provence KTM

Augé ·
Blain ·
Blot ·
Bourgain · 
Brard ·
Buffaz · 
Demaret ·
Duclos-Lassalle · 
Dumoulin ·
Duque · 
El Fares ·
Fernández · 
Hary ·
Kern ·
Lafargue ·
Minard · 
Moinard · 
Moncoutié · 
Monier ·
Oesaw · 
Pauriol ·
Pervis ·
Portal ·
Sijmens · 
Sireau ·
Taaramäe · 
Valentin · 
Villa ·
Fouchard (stagiair) ·
Giraud (stagiair) · 
Molmy (stagiair) 
Blain · Di Grégorio · El Fares · Giraud · Konovalovas · Loubet · Paillot · Penven · Saint-Martin · Šiškevičius · Tarride · Laas (stagiair) · Vérardo (stagiair)
Andersen · Aristi · Combaud · Di Grégorio · Díaz · El Fares · Fernández · Finetto · Giraud · Hupond · Laas · Lemarchand · Madrazo · Martinez · Pacher · Rodríguez · Šiškevičius · Smukulis · Couanon (stagiair) · Dyball (stagiair) · Liepiņš (stagiair)